# Dragonja (rzeka)
Dragonja (wł. Dragogna) – rzeka w Chorwacji i Słowenii, która stanowi granicę pomiędzy tymi państwami. Płynie przez półwysep Istria, a jej długość wynosi 28 km.

## Opis
Swe źródła ma u podnóża Ćićariji po stronie słoweńskiej. Do Morza Adriatyckiego (Zatoki Pirańskiej) wpada pomiędzy Piranem a Savudriją. U ujścia znajdują się rozległe solniska. Jest bogata w ryby (pstrąg, barwena, węgorz).